# Escudo de armas de Lima
El escudo de armas de Lima fue otorgado por la Corona española el 7 de diciembre de 1537 mediante Real Cédula firmada en Valladolid por el Emperador Carlos V y su madre la Reina Juana I de Castilla, dotando a la ciudad de Lima de ostentar el escudo. El escudo de la ciudad de Lima fue el símbolo del virreinato del Perú.
En la Cédula, conservada durante un tiempo en el Archivo del Cabildo, y posteriormente conocida por su transcripción en otro archivo de la ciudad, se describe el escudo del siguiente modo:

Un escudo en campo azul, con tres coronas de oro de reyes, puestas en triángulo, y encima de ellas, una estrella de oro, la cual cada una de las tres puntas de dicha estrella toque a las tres coronas, y por orla unas letras de oro que digan: 'Hoc signum vere regum est', en campo colorado, y por timbre y divisa dos águilas negras de corona de oro de reyes, que se miren la una a la otra, y abracen una I., y una K., que son las primeras letras de nuestros nombres propios, y encima de estas dichas letras una estrella de oro, según aquí van figuradas y pintadas.

La divisa en la bordura colorada (de gules) "Hoc signum vere regum est", que significa "Este es el verdadero signo de los reyes" parece estar relacionado con el origen fundacional de la capital peruana. Esta tradición se fundamenta en el interés de Francisco Pizarro de fundar la ciudad el día de la Epifanía, en el que la tradición católica sitúa la llegada de los tres Reyes Magos de Oriente a Belén. Sin embargo, según la historiadora María Rostworowski, tal apelativo no fue impuesto en homenaje a los Reyes Magos sino en honor del emperador Carlos V del Sacro Imperio y primero de España y de su madre, la reina Juana. El campo principal, de azur, representa la escena: las tres coronas abiertas, también llamadas antiguas, junto a una estrella, de oro, y con la punta inferior a menudo alargada. El blasón además especifica que la estrella toque con sus puntas las coronas, lo que potencia la idea de guía o señal que la estrella de Belén sirvió a los reyes magos. Por lo tanto, como la propia divisa de la bordura indica, la estrella es el verdadero signo de los reyes. 
Exterior al escudo se sitúan varias figuras. Sobre este, quedan situadas las iniciales "I" y "K", Ioana y Karolus (o Karl), que son los nombres de la reina de Juana I de Castilla (conocida como Juana la Loca) y su hijo, posterior rey Carlos I. Sobre las letras se sitúa una estrella, y "abrazándolas" dos águilas afrontadas, de sable, coronadas, que sujetan el escudo. El águila es un símbolo de los Reyes Católicos, cuyo emblema era el Águila de San Juan. Fue empleado por Juana, su hija, y también por Carlos I.

## Modificaciones en el escudo
El águila también es un símbolo imperial de Carlos I, puede representarse en dos cuerpos, o más a menudo, como un águila bicéfala, en representación del Sacro Imperio Romano Germánico del que fue su V titular. De hecho, durante un tiempo se utilizó para representar el escudo un águila bicéfala, que además se acompañó de otros símbolos como las Columnas de Hércules. No está claro el momento en que se comienza a usar el águila bicéfala pero todavía no aparece en el escudo de Lima que se instala la pileta de la plaza de armas de Lima en el año 1650 y que es el escudo más antiguo que se conoce. 
La fruta de la lima, representada de forma ovoide en dorado, aparece en la parte inferior del adorno exterior del escudo de Lima que está en la pileta de la plaza de armas, pues el nombre del Valle de Lima, y posteriormente de la ciudad, se pronunciaron, como fruto del limero, como «lima» (del andalusí limu) para referirse al limón verde. Los españoles trajeron los primeros cítricos a América y se habían difundido ampliamente desde entonces en el Valle de Lima. En 1653 Bernabé Cobo describió dos variedades, las más grandes llamadas reales, las variedades pequeñas llamadas ceutiles. La fruta se ve descrita en el escudo de Lima que incorpora el de la Universidad de San Marcos otorgado en 1511 por el emperador Carlos V. El símbolo también aparece en un pilón del Paseo de Aguas de Lima donde se la puede ver entre la estrella de ocho puntas y las columnas de Hércules con el Plus Ultra. En otro documento de 1806 del virrey Abascal para la entrega de las llaves de plata de la ciudad se describe el escudo de Lima con el águila bicéfala coronada con corona de Rey, apoyada en las columnas de Hércules y la fruta de la ciudad.

## Galería de imágenes
|                                                          |
| Escudo de Lima siguiendo las especificaciones del blasón |

|                                                      |
| Escudo de la Pileta de la Plaza Mayor de Lima (1650) |

|                                                 |
| Escudo de Lima donde figura la fruta de la lima |